# Banque nationale de Moldavie
La Banque nationale de Moldavie (en roumain : Banca Națională a Moldovei) est la banque centrale de la Moldavie. La banque est une personne morale de droit public autonome, responsable devant le Parlement de la République de Moldavie. Son objectif principal est d'assurer et de maintenir la stabilité des prix. Sans préjudice de son objectif principal, la banque promeut et maintient un système financier fondé sur les principes du marché et soutient la politique économique générale de l'État.

## Histoire
À la suite de l'adoption d'une loi en 1991, un système bancaire à deux niveaux a été mis en place, la Banque nationale de Moldavie agissant comme banque centrale et interdite d'activités bancaires commerciales. Leonid Talmaci a été nommé gouverneur et a occupé ce poste pendant 18 ans, supervisant la législation bancaire de 1995 qui régissait la banque centrale et les institutions bancaires.
À la suite de l'effondrement de l'Union soviétique et à la déclaration d'indépendance de la Moldavie en 1991, la Moldavie a adopté l'économie de marché en janvier 1992. Cependant, l'assouplissement des restrictions de prix a entraîné une inflation rapide et, pendant plusieurs années, l'économie a connu une crise. Le pays a adhéré au FMI le 12 août 1992 et, le 29 novembre 1993, une nouvelle monnaie, le leu moldave, a été introduite.
À la suite d'un acte délibéré, peu avant les élections parlementaires moldaves de 2014, une fraude bancaire a été commise impliquant trois banques. En trois jours, des fonds d'une valeur d'un milliard de dollars ont été transférés vers des sociétés écrans au Royaume-Uni et à Hong Kong, utilisées pour dissimuler les véritables propriétaires des actifs,, puis déposés sur des comptes bancaires lettons sous les noms de plusieurs étrangers. Une enquête indépendante mandatée par la Banque nationale de Moldavie a conclu que les trois banques avaient transféré au moins 13,5 milliards de lei à cinq sociétés moldaves affiliées au groupe Shor, contrôlé par Ilan Șor. Cette fraude a failli ruiner la Moldavie. Le 13 avril 2023, un tribunal a condamné Shor par contumace à 15 ans de prison pour corruption et a gelé tous ses avoirs.
En décembre 2023, le gouverneur Octavian Armașu, critiqué au Parlement pour ne pas avoir récupéré les avoirs financiers volés et avoir maintenu en poste des employés de banque accusés dans l'affaire de fraude bancaire, a été démis de ses fonctions.

## Liste de gouverneurs
| Rang | Nom             | Mandat                              |
| ---- | --------------- | ----------------------------------- |
| 1er  | Leonid Talmaci  | 4 juin 1991 – 26 septembre 2009     |
| 2e   | Dorin Drăguțanu | 6 novembre 2009 – 11 avril 2016     |
| 3e   | Sergiu Cioclea  | 11 avril 2016 – 30 novembre 2018    |
| 4e   | Octavian Armașu | 30 novembre 2018 – 21 décembre 2023 |
| 5e   | Anca Dragu      | Depuis le 22 décembre 2023          |